# La Solana
La Solana ist eine Gemeinde in der spanischen Provinz Ciudad Real der Autonomen Region Kastilien-La Mancha.

## Lage
Der Gemeinde La Solana grenzt an folgende Orte: San Carlos del Valle, Membrilla, Manzanares und Alhambra, alle in der Provinz Ciudad Real.

## Geschichte
La Solana wurde, wie viele andere Dörfer in der Region La Mancha, dank der im 13. Jahrhundert durchgeführten Wiederbesiedlung durch die drei Militärorden besiedelt, die das Gebiet erhielten, das heute der Provinz Ciudad Real entspricht. Die ersten Siedler waren Hirten, die saisonal mit ihren Herden kamen und, angezogen von der Fruchtbarkeit der Ländereien von La Moheda und La Veguilla, die an das historische Zentrum grenzen, ihre Häuser hierher verlegten und zur Gründungsbevölkerung wurden. Im Jahr 1463 wurde dem Ort der Titel einer Kleinstadt verliehen. 

## Persönlichkeiten
- Santos Montoya Torres (* 1966), römisch-katholischer Geistlicher, Bischof von Calahorra y La Calzada-Logroño
- Herminia Parra (* 1997), Sprinterin
- Paula Sevilla (* 1997), Sprinterin